# Byrrhus desioi
Byrrhus desioi is een keversoort uit de familie pilkevers (Byrrhidae). De wetenschappelijke naam van de soort is voor het eerst geldig gepubliceerd in 1957 door Fiori.